# 美国奶酪
美国奶酪是一种加工奶酪，由車打芝士、考爾比芝士或类似奶酪制成。美国奶酪的顏色通常是黄色或白色；黄色的美国奶酪由胭脂樹紅调味和着色。美国奶酪始於1910年代。美式起司堡中塞入的就是美国奶酪。一些地方的三明治中也會放入美国奶酪。 